# История Византии
История Византи́и насчитывает более 1000 лет. Византия существовала с 395 по 1453 год.

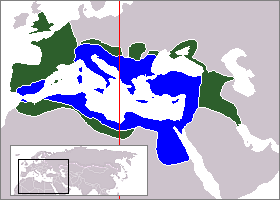
Максимальная территориальная экспансия Римской (зеленым) и Византийской империй (синим). Красная линия демонстрирует разделение Римской империи на Восточную и Западную части

## Первый период

Византийская империя к 555 году

Первый период простирается до начала VIII века, исходные его моменты хронологически не поддаются определению, подобно тому, как не найдена дата, разграничивающая конец древней и начало новой истории. В смысле объёма и содержания исторического материала сюда должны входить факты, характеризующие и подготовляющие византинизм, хотя бы они хронологически относились к цветущей поре Римской империи. Такой же этнографический переворот, какой на Западе подготовил переход от древней истории к средней, постепенно совершается и на Востоке. Разница заключается в том, что Запад вполне сделался добычей новых народов, будучи поглощён германской иммиграцией, Восток же обнаружил больше приспособленности к новым историческим условиям и пережил критическую эпоху с меньшими для себя потерями. В борьбе с готами и гуннами империя понесла лишь временные потери. Труднее было положение в VI и VII веках, когда Империя, с одной стороны, испытывала натиск со стороны аваров и славян, с другой — персов. Победы Юстиниана (527—565) и Ираклия (610—641) задержали напор внешних врагов и определили на будущее время политические задачи империи. Самым важным делом царей этого периода было организация отношения славян к империи. Эта задача достигалась системой размещения славянских племен по западным и восточным провинциям, предоставлением им свободных земель для сельскохозяйственной культуры и невмешательством во внутренний порядок славянской общины. Вследствие этого окраины империи приобрели оседлое земледельческое население, составившее преграду против неожиданных вторжений новых врагов; военные и экономические средства настолько увеличились, что надвигавшаяся опасность арабского завоевания не имела для империи гибельных последствий.

## Второй период

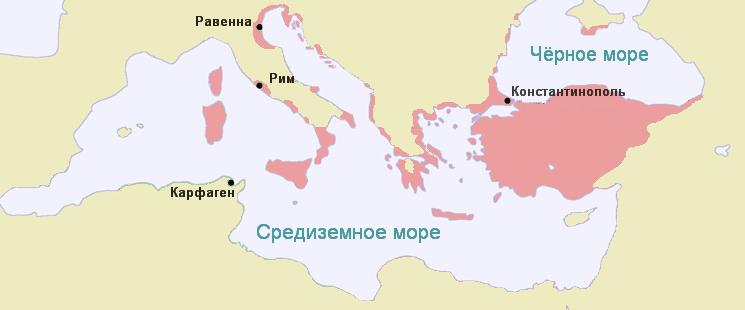
Византийская империя к 717 году

Второй период, от Льва III Исавра до Василия Македонянина (717—867), характеризуется такими чертами, в которых византинизм находит себе полное и всестороннее выражение. Через весь этот период проходит живая борьба идей, нашедшая себе внешнюю формулу выражения в системе иконоборчества. После двадцатилетней анархии, предшествовавшей вступлению Льва на престол, следуют две династии восточного происхождения, стоявшие во главе империи во весь иконоборческий период: Исавры и Аморийская династия. Та и другая держатся на престоле в постоянном страхе за прочность власти; антагонизм между эллинскими и неэллинскими элементами дает о себе знать в бунтах и появлении самозванцев. Но самая трудная проблема заключалась в разрешении вопроса, выдвинутого иудейством и магометанством. Православному царству нанесен был сильный удар философскими теориями и практическими из них выводами, подвергавшими сомнению основные догматы о божественном сыновстве Иисуса Христа и о Богородице. Византийская ученость пытается отразить этот удар методом и средствами, почерпнутыми из эллинской философии; правительство же пробует ряд практических мер, которыми предполагает ослабить значение нападок со стороны иудейства и магометанства, отняв у христианского богопочитания и богослужения символы и внешние формы. Гонение на святые иконы разделило империю на два враждебных лагеря, в организации которых играл важную роль и антагонизм национальностей. Победа над иконоборством, формально одержанная в 842 году, с одной стороны, знаменует преобладание славянских и эллинских элементов над восточными азиатскими, с другой — подготовляет для византинизма широкое поле деятельности в Европе. Внесение славянского обычного права в имперское законодательство (Земледельческий закон и Эклога) и реформы в социальном и экономическом строе придают этому периоду глубокий интерес. В период смут болгары захватывают у Византии город Охрид в 867 году.

## Третий период
Период смут закончился в 867 году приходом к власти македонской династии. Третий период длится от вступления на престол Василия I Македонянина до Алексея I Комнина (867—1081). Со стороны Востока самым важным событием было завоевание острова Крит у арабов в 961 году.
Существенной чертой этого периода в области внешнеполитической истории является самый выразительный и проходящий через весь период факт — войны с болгарами. Тогда в первый раз поставлен был вопрос о политической роли славянского элемента. Симеон Болгарский принятием царского титула и устройством независимого церковного управления претендовал перенести на славян главенство в империи. Театр военных действий переносился от Адрианополя и Филиппополя в Грецию и к Дарданеллам. Участие киевского князя Святослава в этой войне сопровождалось гибельными последствиями для славянского движения. В 1018 году византийцы захватили столицу Первого Болгарского царства, город Охрид, болгары побеждены и их территория вошла в состав империи.

### Временное усиление империи (XI век)

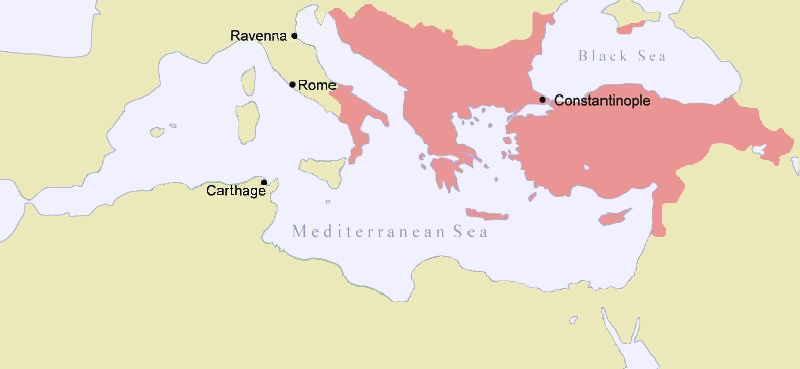
Византийская империя к 1025 году

В 1019 году, завоевав Болгарию Василий II отпраздновал великим триумфом наибольшее усиление империи со времён, предшествующих арабским завоеваниям. Завершали картину блестящее состояние финансов и расцвет культуры. Однако одновременно начали появляться первые признаки слабости, что выражалось в усилении феодальной раздробленности. Знать, контролировавшая огромные территории и ресурсы, часто успешно противопоставляла себя центральной власти.
Упадок начался после смерти Василия II, при его брате Константине VIII (1025—1028) и при дочерях последнего — сначала при Зое и её трёх последовательно сменивших друг друга мужьях — Романе III (1028—1034), Михаиле IV (1034—1041), Константине Мономахе (1042—1054), с которым она разделяла трон (Зоя умерла в 1050), и затем при Феодоре (1054—1056). Ослабление проявилось ещё более резко после прекращения Македонской династии.

## Четвёртый период

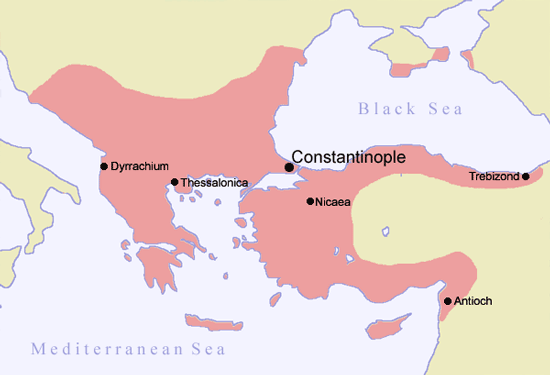
Византийская империя в 1180

Четвёртый период — от вступления на престол Алексея I Комнина до 1261 года. Весь интерес периода главным образом сосредоточивается на борьбе европейского Запада с азиатским Востоком. Крестоносное движение (см. Крестовые походы) неминуемо должно было затронуть Византийскую империю и поставить её в необходимость заботиться охранением собственных владений. Вожди крестоносных ополчений мало-помалу теряют из виду первоначальную цель движения — Святую землю и ослабление могущества мусульман и приходят к мысли о завоевании Константинополя. Вся мудрость политики царей Комнинов (Алексея и Мануила) сосредоточилась на том, чтобы держать в равновесии враждебные империи элементы и не допустить преобладания одного из них над другим. Вследствие этого политические союзы заключаются попеременно то с христианами против магометан, то обратно; отсюда особенно поразившее крестоносцев первого похода явление — половецкие и печенежские орды на службе империи.
В 1204 году крестоносцы четвертого похода овладели Константинополем и поделили между собой империю. Но горсть патриотов во главе с Феодором I Ласкарисом удалилась в Никею, и там образовалось зерно политического движения против латинян и очаг свободы, к которому устремились помыслы всех эллинов. Михаил VIII Палеолог в 1261 году вытеснил латинян из Константинополя.
В более или менее тесной связи с событиями крестовых походов стоят второстепенные факты этого периода. На Востоке появляются турки-сельджуки, которые пользуются крестовыми походами для распространения своей власти за счет Византийской империи. На западе — с одной стороны, норманны, утвердившиеся в Южной Италии и Сицилии, вносят личные счеты с империей в крестоносное движение и угрожают морским владениям Византии, с другой — болгары производят полный переворот дел на Балканском полуострове. Восстание Петра и Асеня в конце XIIвека сопровождалось освобождением Болгарии и образованием второго Болгарского царства, которое имело тенденцию объединить интересы всего славянства на Балканском полуострове. Интересы Болгарского царства и Никейской империи некоторое время совпадали ввиду общей опасности от латинян; но с перенесением столицы обратно в Константинополь вновь проявляется политический антагонизм, которым успешно воспользовались османские турки.

## Пятый период

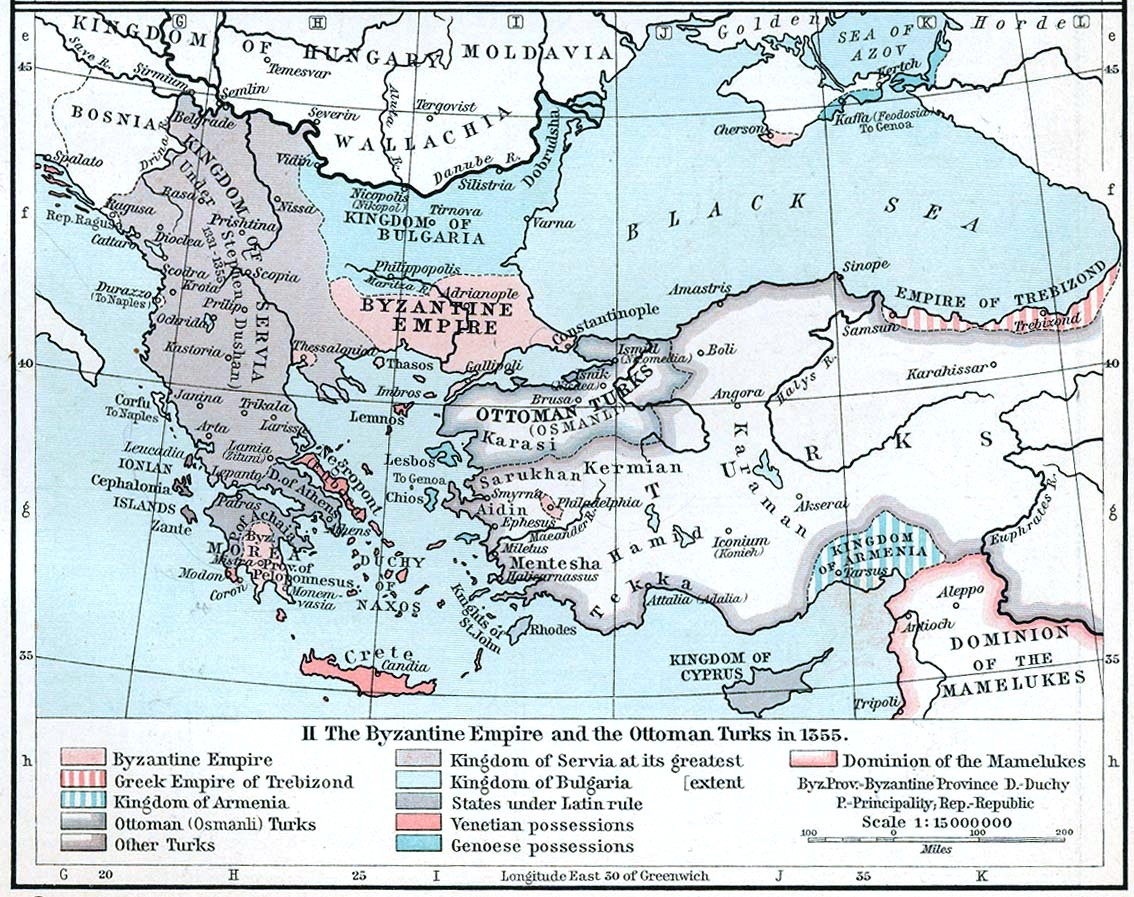
Византия в 1355 году

Пятый период охватывает время от 1261 до 1453 года. Факты внешней и внутренней истории этого последнего периода определяются исключительными условиями, в которых находилось царство Палеологов. По завоевании Константинополя Михаил VIII Палеолог употребляет все усилия к тому, чтобы соединить под своей властью находившиеся под чуждым господством провинции империи. Для этого он вступает в весьма тяжкие и обременительные договоры с Генуей и Венецией, жертвуя в пользу этих торговых республик существенными интересами империи; в этих же соображениях он сделал весьма важные уступки Папе, дав согласие на унию с римской церковью (II Лионский собор). Та и другая жертва не только не принесли ожидаемых выгод, но напротив — сопровождались прямым ущербом для империи. С началом XIV в. в судьбах империи начинают играть главную роль османские турки. Завоеванием Бурсы (1326 год), Никеи (1330 год) и Никомидии (1337 год) турки утвердили своё господство в Малой Азии и в 1354 году занятием Галлиполи стали твердой ногой в Европе. Господство на Балканском полуострове делили между собой греки, сербы и болгары. Ревниво оберегая лишь собственные интересы, греки пользовались услугами османских турок против славян; в свою очередь, эти последние поддерживали турок против греков. Османское могущество вырастает на счет политической розни между государствами Балканского полуострова. Несмотря на грозящую со стороны турок опасность, Палеологи не были в состоянии отрешиться от близорукой политики и продолжали возлагать все надежды на союз с Западом и на иноземную помощь. В 1341 году, по смерти Андроника Младшего, гражданская война из-за обладания престолом и церковный раскол, порожденный борьбой между национальной и западнической партиями, на долгие годы отвлекли внимание правительства от политических дел. Между тем турки наносят грекам и славянам одно поражение за другим: в 1361 году взят ими Адрианополь, затем битвой на Марице и на Косовом поле (1389) сокрушена была Сербия и скоро за тем — Болгария (1393, окончателно в 1396 году). Мало-помалу Византийская империя ограничена была небольшой полосой между Чёрным и Мраморным морями. Хотя оставались в связи с ней некоторые провинции, но в XIV и XV веках обнаруживается резкий антагонизм между Константинополем и провинциями, которые стремятся к политической особости. При царе Константине XI Палеологе (1449—1453), братья которого Димитрий и Фома имели независимые княжения в Пелопоннесе, Константинополь предоставлен был исключительно собственным силам и средствам в последней борьбе его с морскими и пешими силами Магомета II. 29 мая 1453 года Византийская империя перестала существовать.